# A Casela (Silleda)
A Casela es una aldea española situada en la parroquia de Lamela, del municipio de Silleda, en la provincia de Pontevedra, Galicia. Desde 2022 es una identidad despoblada.

## Demografía
| Gráfica de evolución demográfica de A Casela entre 2000 y 2022        |
| Error de línea de tiempo. No se pudieron almacenar archivos de salida |
| Datos según el nomenclátor publicado por el INE.                      |

- Datos: Q12380347